# آرنک
آرنک (به فرانسوی: Arnèke) یک کمون در فرانسه است که در canton of Cassel واقع شده‌است. آرنک ۱۳٫۴۱ کیلومتر مربع مساحت دارد ۲۵ متر بالاتر از سطح دریا واقع شده‌است.